# إعلام سوداني
الإعلام السوداني تمثل بداية في انتشار الصحف، ثم إنشاء الإذاعة السودانية عام 1940، ثم التلفزيون عام 1962، ثم تكوين وزارة الإعلام السودانية عام 2005 بعد أن كانت تسمى بوزارة الثقافة والإعلام سابقا، وإنشاء المركز السوداني للخدمات الصحفية.

## الصحف
وكالة السودان للأنباء، وتعرف اختصارا باسمها باللغة الإنجليزية(سونا SUNA-Sudan News Agency) وهي الوكالة الرسمية لنقل ونشر الأخبار. ويصدر في السودان عدد كبير من الصحف اليومية بواسطة المجلس القومي للصحافة والمطبوعات.
ولدى تلك الصحف مواقع على شبكة المعلومات الدولية (الإنترنت) ويصدر بعضها باللغة الإنجليزية وبعضها متخصص في مجال معين كصحف الرياضة أو الصحف الثقافية.

## التلفزيون
تلفزيون السودان، الهيئة العامة للتلفزيون القومي التابع لوزارة الإعلام والاتصالات السودانية انطلق بثه في عام 1963 م من مدينة أم درمان، ويصل إرساله إلى جميع أنحاء السودان والعالم عبر الأقمار الصناعية. وقد شهد قطاع التلفزيون السوداني تطورا كبيرا من الناحية النوعية والكمية خلال العقد الأخير فظهرت قنوات تلفزيونية فضائية خاصة مثل قناة النيل الأزرق وشبكة الشروق كما وظهرت عدد من الفضائيات الولائية مثل قناة البحر الأحمر وقناة كسلا وقناة نهر النيل مع وجود بعض الفضائيات الخاصة مثل:
- طيبة
- قوون الرياضية
- قناة زول
- قناة الهلال وهي رياضية خاصة بنادي الهلال.
- قناة المريخ وهي خاصة بنادي المريخ.

## الإذاعة
تم إنشاء الإذاعة السودانية في أول إبريل / نيسان 1940 م إبان الحرب العالمية الثانية من المال المخصص للدعاية الحربية للحلفاء ضد دول المحور، واختيرت لها غرفة صغيرة بمباني البوستة القديمة بمدينة أم درمان وقد وزّعت مكبرات الصوت في بعض الساحات الكبيرة بالمدينة لتمكين أكبر عدد من المواطنين من الاستماع إلى الإذاعة التي كانت تبث إرسالها لمدة نصف الساعة يوميا تقدم خلالها تلاوة من القرآن الكريم ونشرة خاصة بالحرب وأغنية سودانية.
بعد أن وضعت الحرب أوزارها أوقف الحلفاء الميزانية التي كانت مخصصة للدعاية وكادت الإذاعة أن تتوقف نهائيا لولا تصديق ميزانية الإذاعة من الحاكم العام البريطاني للسودان آنذاك، وأصبحت ميزانيتها تابعة لأول مرة لحكومة السودان حتى تكون صوتا للحكومة الاستعمارية وظل الحال هكذا إلى استقلال السودان.
تقنيا بدأت الإذاعة بالبث المباشر من دون تسجيل حتى عام 1949 حيث أدخل التسجيل على الأسطوانات ثم التسجيل على الأشرطة الممغنطة عان 1957 حتى إدخال التقنية الرقمية في عام 2000 م باستجلاب الأجهزة الرقمية.
كما أزداد عدد محطات الإذاعة. فإلى جانب محطة الإذاعة السودانية الرسمية «هنا أم درمان»، توجد بضع محطات أخرى منها إذاعة «الكوثر» للمدائح، راديو سوا الأمريكي، وإذاعة جامعة السودان المفتوحة، «إذاعة القرآن الكريم»، وعدد من الإذاعات التخصصية مثل «الإذاعة الطبية» إلى جانب الإذاعات الإقليمية بالولايات مثل «إذاعة ولاية الجزيرة».

## الاتصالات
في مجال الاتصالات السودان هو أول مستخدم لشبكات الجيل الثالث في أفريقيا والشرق الأوسط
هناك شركتان للهاتف الثابت: سوداتل وشركة كنار.
توجد ثلاثة شركات للهواتف المحمولة في السودان وهي:
- شركة سوداني وهي تابعة لسوداتل.
- شركة زين الكويتية.
- شركة MTN الجنوب أفريقية.

## الإنترنت
عرف السودان خدمة الإنترنت منذ عام 1998، وذلك عبر خطوط الهاتف Dial-up في بداية الأمر، ثم باستخدام تقنية اللاسلكي للنطاق العريض بجانب التقنية التقليدية حيث قدمت شركات الهاتف الجوال المختلفة خدمة الإنترنت عبر تقنيات الجيل الوسيط 2.5G، قبل أن تتحول في عام 2007 إلى خدمات الجيل الثالث (CDMA-EVxDO UMTS) مما ساعد على انتشار الخدمة على نطاق أوسع.
تم توفير سعت أكبر وسرعات أعلى لخدمات الإنترنت باستخدام نظام الكابلات بدلا عن الأقمار الصناعية وذلك من خلال إنشاء خطي كابل مرتبطان بالكابلات البحرية العالمية (FLAG EASSy).
أدّى انتشار الهاتف الجوال في السودان على حساب الهاتف الثابت، وقيام مشغلي شبكات الاتصالات العامة بتقديم خدمات إنترنت مباشرة للمشتركين وبسرعات عالية وحزم متعددة، إلى تراجع عدد مزودي خدمات الإنترنت. مقابل عدد ازدياد عدد المستخدمين وطبقا لبيانات البنك الدولي (2010) فإن أكثر من 10 من كل مائة سوداني يستخدمون الإنترنت.

## محكمة الصحافة السودانية
هي محكمة مختصة للفصل في القضايا ضد الصحفيين السودانيين، أُنشأت محكمة الصحافة بتاريخ 20 أغسطس من العام 2015، تقع المحكمة في العاصمة الخرطوم، تبدأ عملية مقاضاة الصحفيين بدأً من استدعائهم للنيابة المختصة بقضايا الصحفيين ومن ثم تحويل البلاغات ابتداءً من استدعائهم للنيابة المختصة بقضايا الصحفيين ومن ثم تحويل البلاغات ضدهم إلى محكمة الصحافة التي تضم 3 قضاة ويتم جدولة المحاكم بينهم بشكل يومي. تنظر المحكمة في القضايا التي ترفع ضد الصحفيين السودانيين ويتم المحاكمة عبر كافة القوانين في السودان (القانون الجنائي السوداني، قانون الصحافة والمطبوعات، قانون الأمن الوطني وقانون جرائم المعلوماتية) فصلت المحكمة في عدد كبير من القضايا ضد الصحفيين وتم سجن عددًا من الصحفيين.